# Altica brisleyi
Altica brisleyi är en skalbaggsart som beskrevs av Gentner 1928. Altica brisleyi ingår i släktet Altica och familjen bladbaggar. Inga underarter finns listade i Catalogue of Life.